# ジャワコーヒー

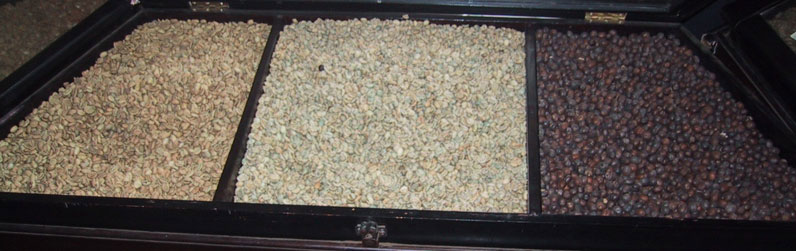
焙煎前のコーヒー豆。右から、摘みたて、乾燥後、乾燥から1年後のもの（ジャワ島西部のバンドン）

ジャワコーヒーはインドネシアのジャワ島を産地とするコーヒー豆。または、そのコーヒー豆でいれたコーヒー。

## 飲用

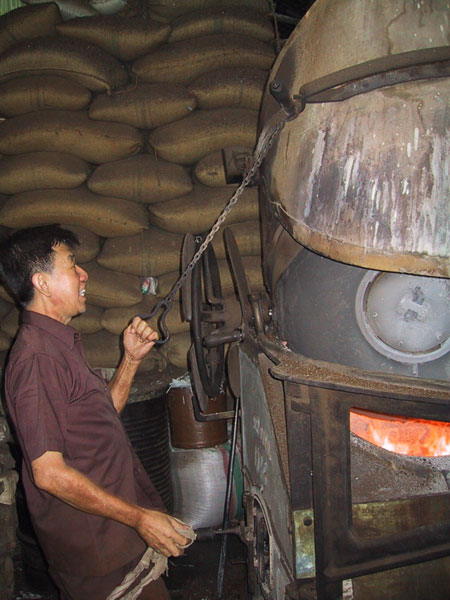
木材を燃料にして鋳鉄製のロースターでコーヒー豆を焙煎している（バンドン）

飲用にあたっては、コーヒー豆の焙煎度が深く、また超微粉になるように豆を粉砕する。
ドリップのフイルターを用いると目詰まりするので、カップにコーヒー粉を適量注ぎ、直接お湯を加えてかき混ぜる。粉が底に沈むのを待ってから、その上澄みを飲む。
見た目は濃く、苦そうだが、香り高く飲み易い。

## 歴史
ジャワにおけるコーヒー栽培の歴史は、インドネシアのオランダ領東インド時代にさかのぼる。オランダによってインド産のアラビカ種のコーヒーの苗木がジャワに持ち込まれたのは17世紀末だと伝えられるが、本格的に栽培が始まるのは、1830年に東インドに導入された強制栽培制度以降のことである。
以後、コーヒーは東インドの有力輸出品目の地位を獲得し、オランダの植民地経済の重要な収入源となったが、19世紀末の農業恐慌、1930年代の経済恐慌により、東インドのコーヒー栽培は大打撃をうけた。
インドネシア独立後はコーヒー生産も徐々に回復し、ジャワだけでなく、スマトラ（マンデリン）、バリ、スラウェシ（トラジャ）などの各地で栽培が盛んである。

## 備考
- アメリカでは、コーヒー（coffee）のことをジャワ（java）と言う場合がある。
- プログラム言語のJavaの名称の由来ともなった。